# Foto&Video
Foto&Video («Фото и видео») — российский  ежемесячный печатный журнал о фотографии и фото/видеотехнике. Foto&Video является единственным ежемесячным печатным журналом о фотографии в России.

## История
Foto&Video издается с 1997 года московским издательским домом «КАТМАТ».
С 1998 года Foto&Video состоит в ассоциации европейских журналов EISA (European Imaging and Sound Association) и является единственным журналом о фотографии, представляющим ассоциацию EISA в России.
Foto&Video выходит как в печатной, так и в электронной форме.
В публикациях Foto&Video освещаются технический, творческий и практический аспекты фотографии. Основные рубрики: «Тест», «Новинки», «Портфолио», «Практика», «Читательский конкурс», «События», «Письма в редакцию» (авторская колонка Ирины Чмыревой).
Журнал имеет собственную лабораторию, где проводит независимое тестирование фото/видеотехники и смежных продуктов.
Главные редакторы: 1997-2004 — Дмитрий Киян; 2004-2015 — Владимир Нескоромный; 2015 - Андрей Акимов.
Редакция на конец 2015 года: главный редактор — Андрей Акимов; редакторы — Владимир Нескоромный, Александр Слабуха; выпускающий редактор — Елена Фирсова; специальный корреспондент — Сергей Щербаков.
В 2011 году Ассоциация распространителей печатной продукции назвала Foto&Video лидером продаж в тематической группе «Семейное чтение» в подгруппе «Аудио/видео/DVD/фото/бытовая техника».

### Приостановка выпуска
В связи со вступившим в силу законом об ограничении участия иностранных лиц в составе учредителей СМИ издатель ИД «КАТМАТ» выставил бренд: печатный журнал Foto&Video и сайт www.foto-video.ru.
Выпуск журнала Foto&Video приостановлен до обретения им нового владельца.
Последний номер печатного издания — Foto&Video № 11/12 2015.
К этому же периоду времени относятся и последние публикации статей на официальном сайте журнала.